# Змія трубоподібна
Змія трубоподібна (Entelurus aequoreus) — вид трубоподібної риби з родини Syngnathidae, що походить із північно-східної частини Атлантичного океану, де зазвичай зустрічається серед водоростей поблизу берега. Це найбільший вид трубоподібної риби, зареєстрований у європейських водах, і поширився в арктичних водах на початку 2000-х років.

## Опис
Змія трубоподібна має дуже довге, витягнуте та тонке тіло з гладкою шкірою та округлим поперечним перерізом, яке відрізняється від інших симпатричних трубоподібних майже відсутністю кісткових кілець. Він має довгу голову з тонкою темною смугою з боків з довгою увігнутою мордою та дуже маленьким висунутим ротом. Довгий спинний плавець має 37-47 коротких променів, тоді як хвостовий плавець маленький і відсутні грудні або анальні плавці. Вони блідо-коричневого або жовтувато-зеленого кольору з кожним із 28-31 кілець на тілі, виділених блідо-блакитними кільцями з темними краями. Отвір у зябра було зменшено до пори в мембрані над кришкою, а зяброві мембрани зрощені з тілом і перешийком. Вони можуть виростати в довжину до 40 сантиметрів у самців і 60 сантиметрів у жінок, хоча вони частіше становлять близько 32 см і 45 см відповідно. Неповнолітні до 70 років мм завдовжки мають перетинчасті грудні плавці, які зникають у міру дорослішання.

## Розподіл
Риба-змія зустрічається в північно-східній Атлантиці від Ісландії та Норвегії до Азорських островів і в Балтійське море. На початку 2000-х він розширив свій ареал на північ аж до Шпіцбергена та Баренцева моря. У Середземному морі не зустрічається.

## Середовище існування та біологія
Риба-змія зустрічається у більш відкритих і глибших водоймах, ніж інші види риби-труби, з діапазоном глибин 10-100 м і живе серед ламінарії та інших видів глибоководних морських бур’янів, а також морської трави, такої як Zostera marina, але деякі особини, як молоді, так і великі дорослі, були спіймані в пелагічних водах. Його колір і візерунок забезпечують хороший камуфляж у таких місцях проживання. Заселення піщаної рівнини Ваддензе інвазивними японськими водоростями Sargassum muticum сприяло збільшенню популяції зміїних трубочок у цьому районі.
Вони розмножуються в середині літа, коли самці й самки об’єднуються в пари. Вони є яйцеживородящими, самка прикріплює понад 1000 запліднених яєць, кожна приблизно 1,2 мм в діаметрі, до шару липкого слизу в борозенці на животі самця, де вони залишаються, поки не вилупляться. Після народження мальки залишаються пелагічними, поки не досягнуть довжини 12 мм. Дорослі особини харчуються дрібними ракоподібними та личинками риби, яких ловлять шляхом засмоктування ротом. Було відмічено, що коли популяції цього виду зросли у 2000-х роках, деякі види морських птахів почали харчуватися цими рибами, але виявили, що вони важко перетравлюються через їх кісткову структуру. Серед них гагарки та крячки намагалися годувати дитинчат цими трубочками, оскільки їхній більш звичайний раціон піщаних вугрів зменшився. Однак риба трубочка має обмежену поживну цінність порівняно з пісочним вугром із жирною м’якоттю, і багато пташенят подавилися їхніми твердими, досить неперетравними тілами.

## Етимологія
Назва роду Entelurus походить від грецьких слів entelès, що означає "завершений" та oura, що означає "хвіст", через їхній довгий хвіст, а назва виду походить від латинського слова aequoreus, що означає "морський".